# Jaskinia Zbójecka (Góry Świętokrzyskie)
Jaskinia Zbójecka – jaskinia w wąwozie Dule w Górach Świętokrzyskich w okolicach Łagowa. Ma długość 160 m. Otwór znajduje się na wysokości 312 m n.p.m., ma szerokość 3,5 i wysokość 2,7 m. Jaskinia powstała w wapieniach dewońskich w okresie pliocenu. Jest formą krasową, częściowo krasowo-zawaliskową. Forma krasowa rozwinęła się wzdłuż szczelin ciosowych. W skład szaty naciekowej występującej wyłącznie w Sali Naciekowej wchodzą: stalaktyty, stalagmity (dochodzące do 0,5 m wysokości), kolumny i polewy naciekowe, draperie oraz cienkie naskorupienia powstałe ze stwardniałego mleka wapiennego.

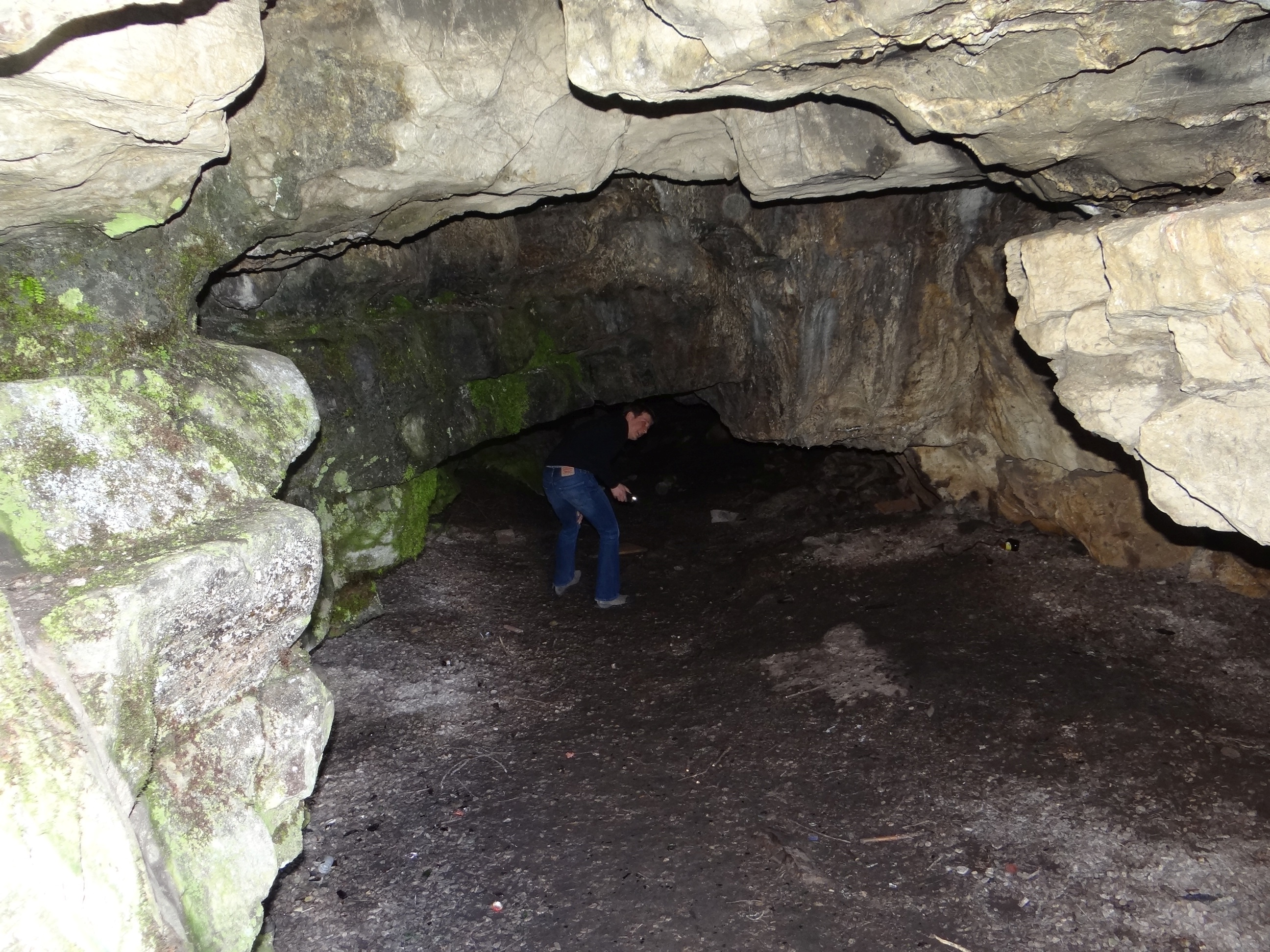

W jaskini występuje szereg gatunków nietoperzy. Jest jedynym miejscem w regionie, w którym występują stygobionty. Występują tu również stygofile i stygokseny.
Jaskinia znana od bardzo dawna. Wewnątrz odnaleziono ceramikę oraz kości zwierzęce (dzika lub świni domowej) pochodzące z XI lub XII wieku. Bardzo wcześnie wzmiankowana w piśmiennictwie, występuje w publikacjach geograficznych już od połowy XIX w.
Miejsce to jest wiązane z legendą o zbójniku Madeju. Jaskinia jest objęta ochroną jako pomnik przyrody. Jest dostępna do zwiedzania przez cały rok. Brak oświetlenia elektrycznego. W celu udostępnienia jej turystom wykonywane jest wygodne dojście do jaskini.

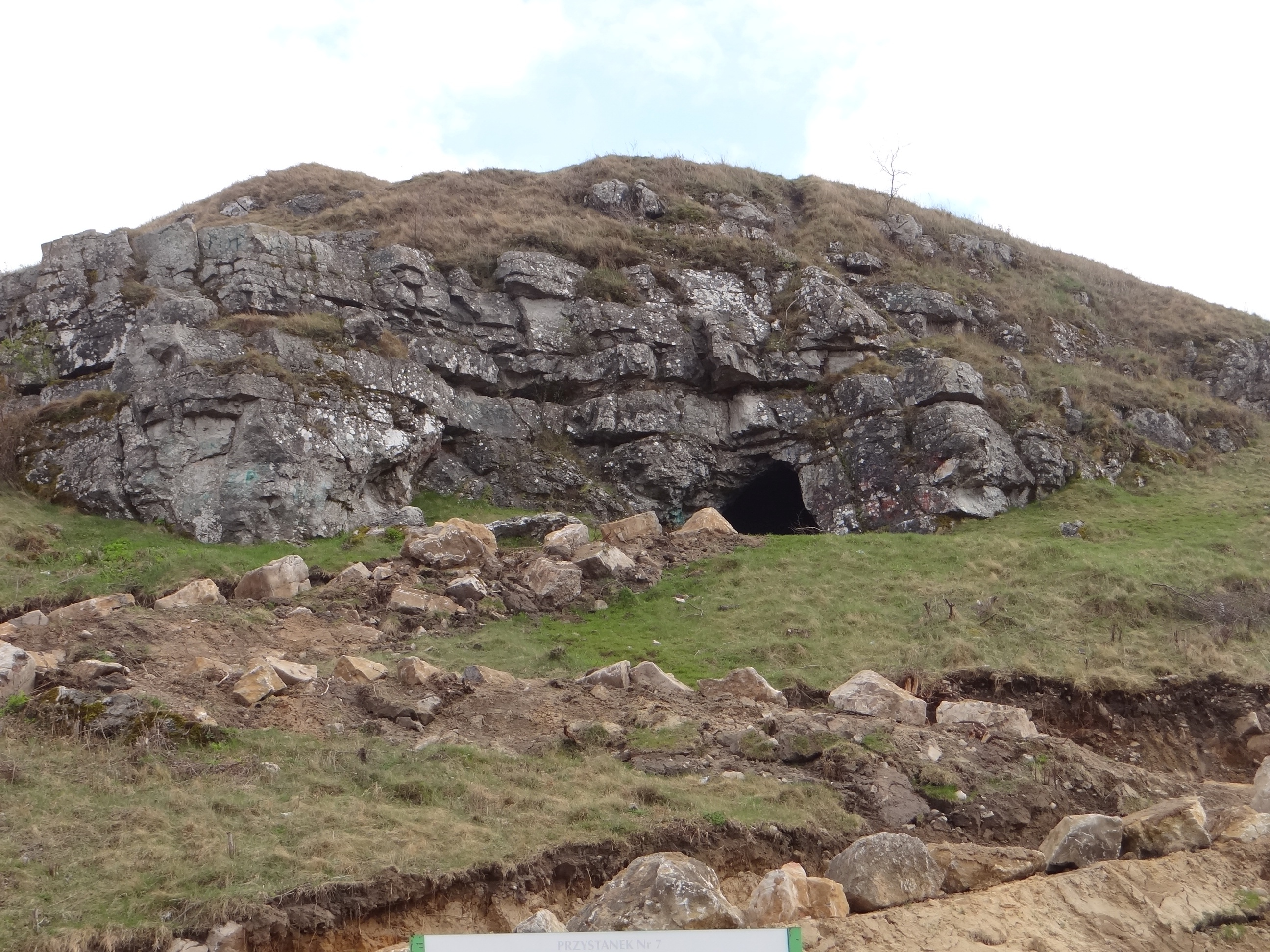
Wejście do jaskini
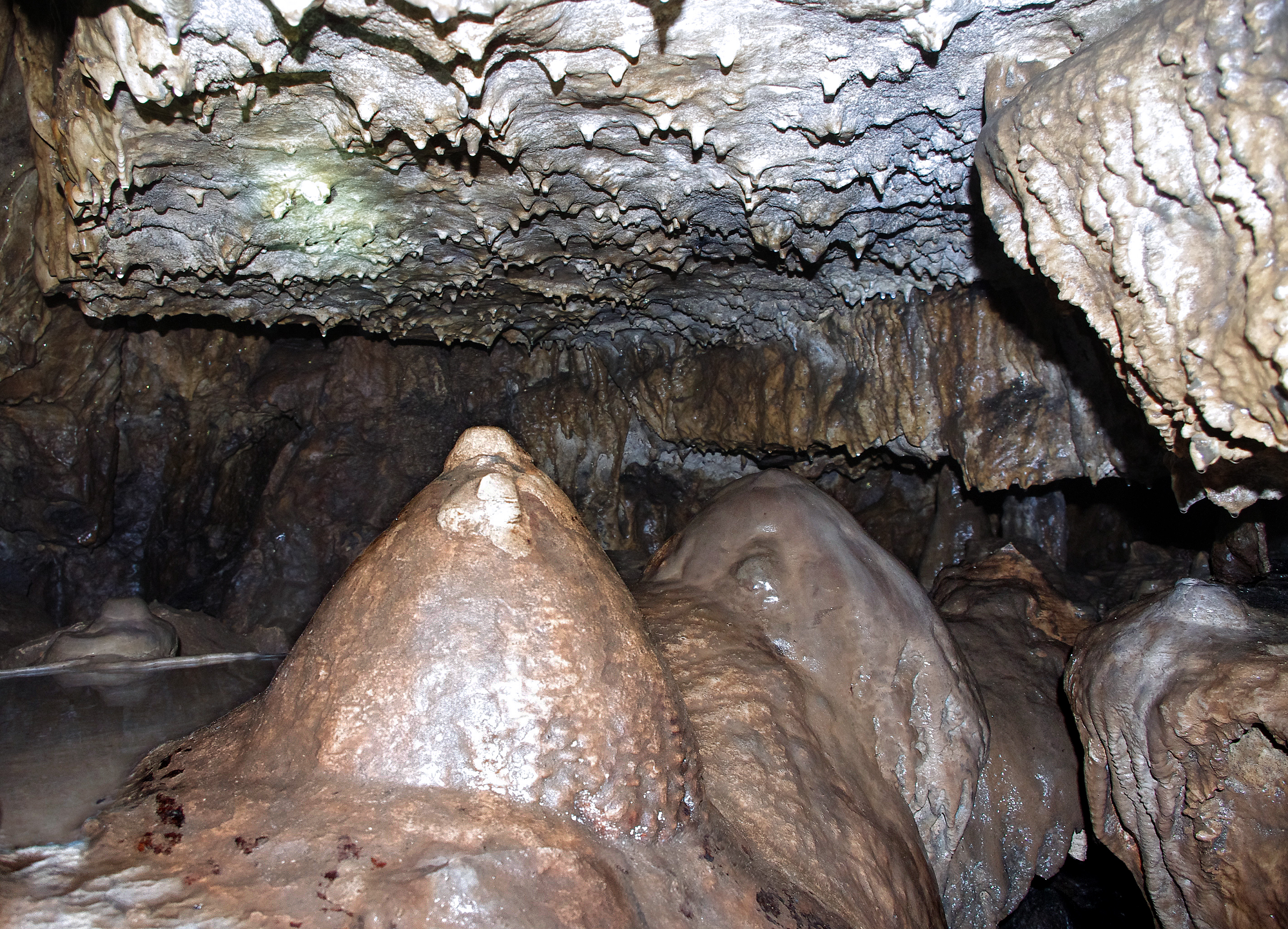
Szata naciekowa
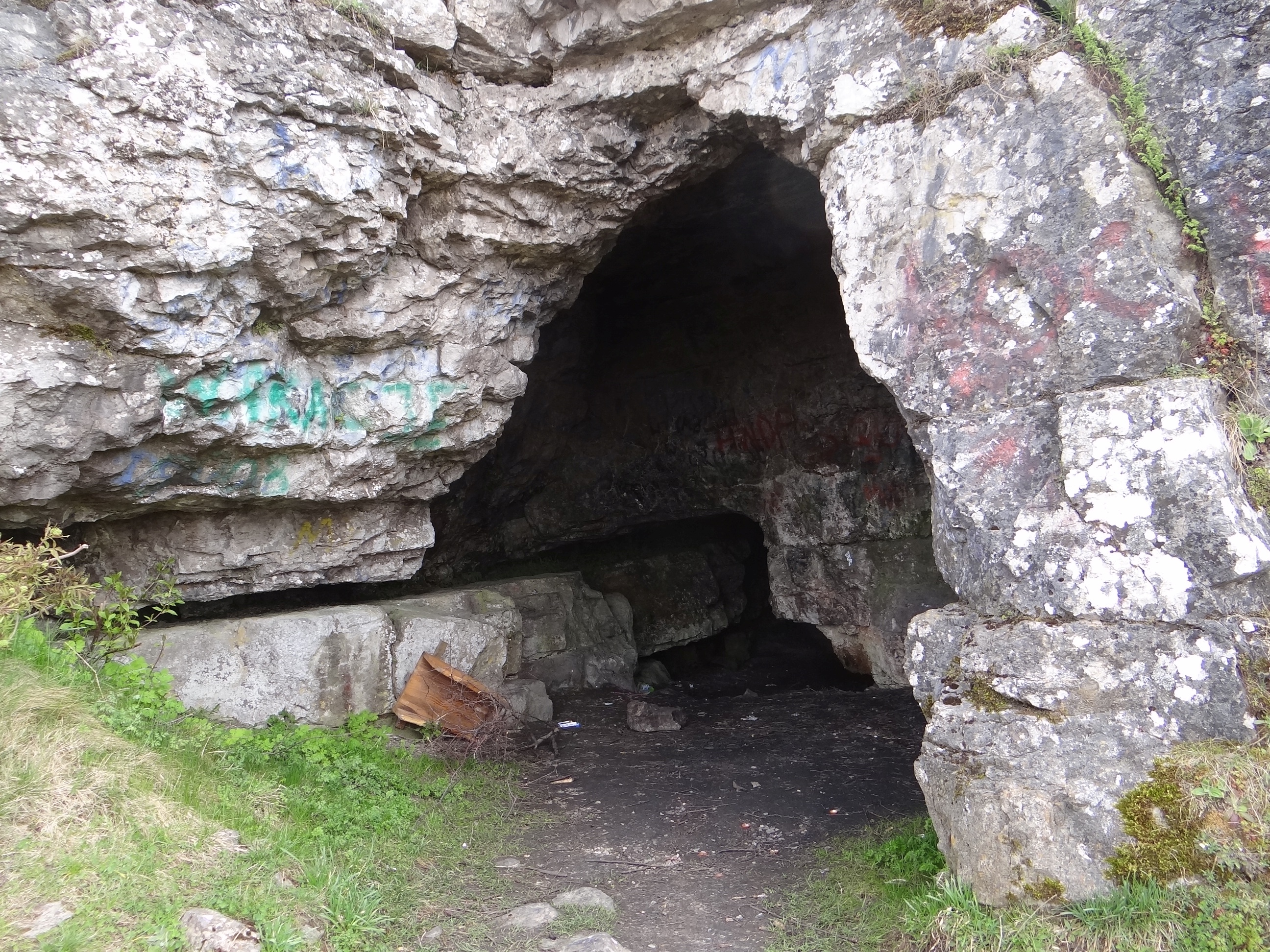
Korytarz